# Banyu Sangkah
Banyu Sangkah is een bestuurslaag in het regentschap Bangkalan van de provincie Oost-Java, Indonesië. Banyu Sangkah telt 3343 inwoners (volkstelling 2010).